# جيلهيرمينا ليبانيو
جيلهيرمينا جوردانو ليبانيو (بالبرتغالية: Guilhermina Jordano Libanio‏)، ولدت في 29 أغسطس 1997 في ريو دي جانيرو، هي ممثلة برازيلية، اشتهرت بدورها كواحدة من أبطال قلوب شابة: حياة البرازيلي، حيث لعبت دور أورسولا.
مع نجاح المؤامرة، ألقيت الممثلة في أحد الأدوار الرئيسية في أيتام الأرض، حيث لعبت سايبيل.

## روابط خارجية
- جيلهيرمينا ليبانيو في قاعدة بيانات الأفلام على الإنترنت
- جيلهيرمينا ليبانيو على إنستغرام